# Purworejo (stad)
Purworejo (oude spelwijze: Poerworedjo) is een stad (en onderdistrict) in Midden-Java, Indonesië met zo'n 86.000 inwoners, ongeveer 60 kilometer ten westen van Jogjakarta. Het is de hoofdstad van het regentschap Purworejo.
In de koloniale tijd woonden er veel Belanda Hitam, die er van koning Willem III grond toegewezen hadden gekregen.

## Geboren
- Hendrik Kern (1833-1917), Nederlands taalkundige en oriëntalist
- Jan Toorop (1858-1928), Nederlands kunstschilder
- Julie van der Steur (1920–2001), Nederlands verzetsstrijder
- Thé Tjong-Khing (1933), Chinees-Nederlands striptekenaar en illustrator

## Afbeeldingen

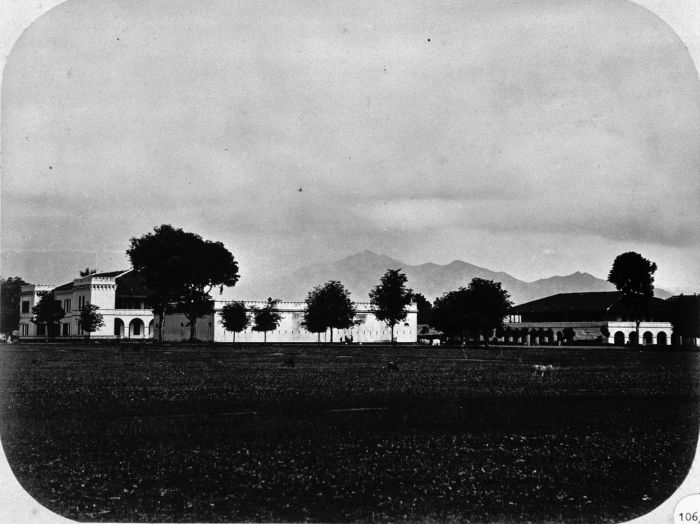
Kazernes te Poerworedjo (ca. 1870)
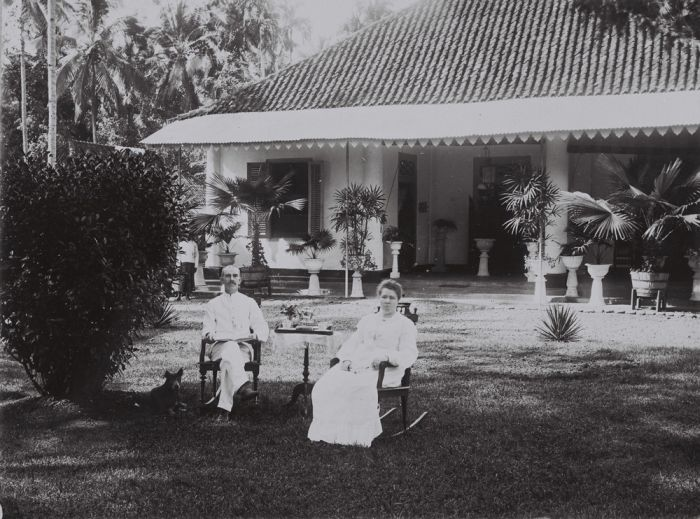
Huis en tuin te Purworejo (1906)